# 帝釈山脈
帝釈山脈（たいしゃくさんみゃく）は、福島県南西部と栃木県北西部の境にあり、一部が群馬県にかかる山地。広義の越後山脈に入る。会津経由で新潟に向かう阿賀川の流域と関東平野を流れて利根川へとつながる鬼怒川の流域の境界にある。近辺には他に多数の山地があり、しかも帝釈山脈と同程度、もしくはさらに高いものも多い（帝釈山脈で最も高い黒岩山が2163m、これに対し、例えば燧ヶ岳は2356m）ため、低地からはほとんど見ることができない。以前はまさに秘境であったが、最近は開発が進んだ箇所もある。

## 主な山
- 黒岩山
- 帝釈山
- 田代山